# Tiết Tung
Tiết Tung (chữ Hán: 薛嵩, bính âm: Xue Song, ? - 773), phong hiệu Bình Dương vương (平陽王), là tiết độ sứ Chiêu Nghĩa. Ông từng có thời gian phục vụ cho chính quyền Đại Yên, sau đó quy hàng nhà Đường, nắm giữ đất phong cũ và bán li khai với triều đình.

## Trong loạn An Sử
Tiết Tung nguyên quán tại Vạn Tuyền, Giáng châu. Tổ phụ của ông là đại tướng Tiết Nhân Quý phục vụ dưới thời Đường Thái Tông và Đường Cao Tông, phong tước Bình Dương quận công. Ông nội của ông là danh tướng Tiết Nột phục vụ dưới thời Võ Tắc Thiên, Đường Trung Tông, Đường Duệ Tông và Đường Huyền Tông. Phụ thân ông là Tiết Sở Ngọc, từng giữ chức Tiết độ sứ hai trấn Phạm Dương và Bình Lư. Ông được sử sách ghi nhận là người có sức khỏe, giỏi cưỡi ngựa bắn cung nhưng ít đọc sách.
Năm 755, An Lộc Sơn làm phản chống lại nhà Đường ở Phạm Dương, nhanh chóng đánh bại quân đội triều đình, chiếm được hai kinh. Tiết Tung trong thời buổi loạn lạc, khuất mình theo nghịch tặc, được giao nhiệm vụ trấn giữ vùng Tương châu. Tuy nhiên, quân Yên nhanh chóng suy yếu bởi các cuộc chính biến tranh giành ngôi vị, nhà Đường thừa cơ khôi phục lại đất đai đã mất. Năm Quảng Đức nguyên niên đời vua Đường Đại Tông, triều đình lấy lại Lạc Dương lần thứ hai. Hoàng thái tử là Thiên hạ binh mã nguyên soái, phái Bộc Cố Hoài Ân bình định vùng Hà Sóc. Tiết Tung tại Tương châu, nghe tin Sử Triều Nghĩa binh bại, vương sư sắp đến nơi, bèn đến gặp Hoài Ân xin hàng. Trong những năm quân Yên liên tiếp thất bại, các tướng Yên cũng lũ lượt theo về với triều đình, như Điền Thừa Tự, Lý Bảo Thần, Lý Chánh Kỉ (người gốc Cao Ly)...

## Sau loạn An Sử
Đường Đại Tông do thấy đất nước loạn lạc đã lâu, cũng chán cảnh binh đao, lại theo lời sàm tấu của Bộc Cố Hoài Ân, không hỏi gì đến tội của các tướng cũ Đại Yên đã quy hàng, vẫn cho họ trấn nhậm ở những châu quận cũ tại Hà Bắc. Có chiếu phong ông làm Tương châu thứ sử, Chiêu Nghĩa tiết độ sứ, Tương, Vệ, Hình... đẳng châu quan sát sứ. Lãnh địa của ông bao gồm sáu châu tại Hà Bắc, tương đối độc lập với triều đình.
Trong thời gian Tiết Tung tại trấn, đất Tương Vệ tương đối yên ổn, bá tánh an cư lạc nghiệp, kinh tế dần phục hồi sau những năm chiến tranh liên miên. Mấy năm sau, ông được triều đình phong chức Kiểm giáo hữu phó xạ, sau còn phong tước Bình Dương quận vương.
Tháng giêng năm Đại Lịch thứ tám (773), Tiết Tung qua đời. Con trai của ông là Tiết Bình năm đó mới 12 tuổi, các quan tại trấn muốn đưa Tiết Bình lên giữ làm lưu hậu, nhưng Tiết Bình từ chối, nhường cho thúc phụ là Tiết Ế, lấy cớ chịu tang, xin về triều.

## Hậu vận họ Tiết
Thấy Tương, Vệ có loạn, tháng 1 năm 775, Điền Thừa Tự tại Ngụy Bác dụ tướng lại ở đấy làm phản. Được Thừa Tự khuyến khích, tướng Bùi Chí Thanh đuổi Tiết Ế (cháu chắt của Tiết Nhân Quý) rồi dẫn người về hàng Ngụy Bác. Tiết Ế bỏ chạy, Điền Thừa Tự lại nhân đó đưa quân tiến công vào Tương châu và Bôn châu thuộc trấn Chiêu Nghĩa. Tiết Ế xin nương nhờ triều đình, được Đường Đại Tông chấp thuận. Đường Đại Tông sai Tôn Tri Cổ đến tuyên chỉ bảo Điền Thừa Tự không nên gây chiến nhưng Điền Thừa Tự không nghe. Điền Thừa Tự còn sai Lư Tử Kì tấn công Bôn châu, Dương Quang Triều tấn công Vệ châu, giết thứ sử Tiết Hùng (con cháu của Tiết Nhân Quý). Điền Thừa Tự còn bức Tôn Tri Cổ phải lệnh cho tướng giữ ở Từ châu và Tương châu dâng đất cho ông ta. Quân Ngụy Bác chiếm được các châu Cứ, Tương, Vệ của Chiêu Nghĩa, sáp nhập vào đất Ngụy. Hai châu còn lại thuộc Chiêu Nghĩa do triều đình quản lý. Triều đình đem hai châu còn lại sáp nhập vào vùng Trạch Lộ, đổi tên trấn này thành Chiêu Nghĩa.